# Vevy
Vevy es una comuna francesa, situada en el departamento de Jura, de la región de Borgoña-Franco Condado.
Los habitantes se llaman Vivissois y Vivissoises.

## Demografía
| 178 | 162 | 152 | 175 | 234 | 257 | 250 | 255 |
| Para los censos de 1962 a 1999 la población legal corresponde a la población sin duplicidades (Fuente: INSEE [Consultar]) |     |     |     |     |     |     |     |